# HMCS Iroquois (G89)
Lo HMCS Iroquois (pennant number G89, poi DDE217) è un cacciatorpediniere della Royal Canadian Navy appartenente alla classe Tribal, entrato in servizio nel novembre 1942.
Nel corso della seconda guerra mondiale l'unità operò nelle acque dell'Europa occidentale, partecipando alle operazioni dei "convogli artici" e a pattugliamenti offensivi lungo le coste della Francia e della Norvegia. Nel dopoguerra portò a termine tre turni di servizio nelle acque della penisola coreana durante gli eventi della guerra di Corea, per poi svolgere compiti di addestramento in oceano Atlantico a partire dalla base di Halifax. Radiata dal servizio per obsolescenza nell'ottobre 1962, la nave fu infine venduta per la demolizione e smantellata nel 1966.

## Storia

### Entrata in servizio e prime operazioni
Ordinata il 5 aprile 1940 ai cantieri navali della Vickers-Armstrongs di Newcastle upon Tyne nel Regno Unito, la nave venne impostata il 19 settembre 1940 con un certo ritardo a causa dei bombardamenti aerei tedeschi sullo scalo e del sovraffollamento dei cantieri navali britannici dato dalla necessità di riparare le numerose unità danneggiate negli scontri della campagna di Norvegia e della campagna di Francia. Inizialmente designata con il nome di Athabaskan, l'unità fu invece varata il 23 settembre 1941 con il nome di HMCS Iroquois, in onore dell'omonimo popolo di nativi canadesi; la nave entrò quindi in servizio il 30 novembre 1942, primo dei quattro cacciatorpediniere classe Tribal realizzati nei cantieri britannici per conto del Canada. Dopo aver corretto alcuni difetti riscontrati nel corso delle prove in mare svolte tra il dicembre 1942 e il gennaio 1943, il 30 gennaio la nave raggiunse la base di Scapa Flow in Scozia entrando in forza alla Home Fleet della Royal Navy britannica; in febbraio tuttavia lo Iroquois riscontrò ingenti danni strutturali allo scafo causati dalla navigazione in avverse condizioni meteorologiche, dovendo quindi recarsi in cantiere per ulteriori lavori di consolidamento e riparazione dei danni. Raggiunta Halifax in Canada in marzo, la nave rimase in cantiere fino ad aprile quando salpò per rientrare nel Regno Unito; durante la traversata dell'oceano Atlantico il cacciatorpediniere accusò ulteriori danni causati dal mare mosso, dovendo essere nuovamente messo in cantiere a Devonport. Solo all'inizio del giugno 1943 la nave poté davvero diventare operativa, venendo schierata a Plymouth per operare come unità di scorta e anti-sommergibili lungo le rotte tra il Regno Unito e Gibilterra.
Il 10 luglio 1943 lo Iroquois si aggregò alla scorta di un piccolo convoglio composto dalle navi trasporto truppe Duchess of York e California e dalla petroliera Port Fairy, salpato due giorni prima dal Firth of Clyde e diretto a Freetown. La sera dell'11 luglio, 350 miglia a ovest di Porto, il convoglio fu attaccato da bombardieri Heinkel He 177 tedeschi, i quali nonostante il forte fuoco antiaereo della scorta centrarono e affondarono con missili radiocomandati Hs 293 le due navi trasporto truppe: lo Iroquois trasse quindi in salvo 628 naufraghi delle due unità, che condusse poi in salvo a Casablanca il 13 luglio. Il 15 luglio, durante il viaggio di rientro a Plymouth da Casablanca, lo Iroquois salvò un ufficiale e cinque marinai del sommergibile tedesco U-506, affondato in Atlantico da un aereo statunitense tre giorni prima; nel corso della navigazione un membro non identificato della ciurma rubò una decorazione dall'uniforme dell'ufficiale tedesco, portando come punizione alla sospensione delle licenze a terra una volta che la nave ebbe raggiunto Plymouth: questo causò proteste tra l'equipaggio, e il comandante del cacciatorpediniere dovette essere sbarcato perché colto da un attacco di cuore mentre fronteggiava i disordini. La situazione alla fine si calmò, e il 19 luglio lo Iroquois lasciò Plymouth per dirigere su Scapa Flow e rientrare in servizio con la Home Fleet; durante il passaggio nel Mare d'Irlanda il cacciatorpediniere subì però danni allo scafo per una collisione con un peschereccio armato, venendo messo in cantiere a Troon per le riparazioni dal 2 al 25 agosto.
Raggiunta Scapa Flow il 25 agosto 1943, lo Iroquois fu messo in servizio sulle rotte dei "convogli artici" che collegavano il Regno Unito con il nord dell'Unione Sovietica, scortando mercantili e conducendo pattugliamenti; tra il 1º e l'11 ottobre il cacciatorpediniere recapitò rifornimenti urgenti, personale e posta a Murmansk, mentre tra il 14 e il 16 ottobre protesse a distanza una missione di rifornimento per la guarnigione alleata di Spitsbergen. Tra novembre 1943 e i primi di gennaio 1944 lo Iroquois partecipò alla scorta di cinque distinti convogli navali da o per l'Unione Sovietica, sfuggendo a vari attacchi aerei e di sommergibili tedeschi.

### Operazioni lungo le coste francesi e norvegesi

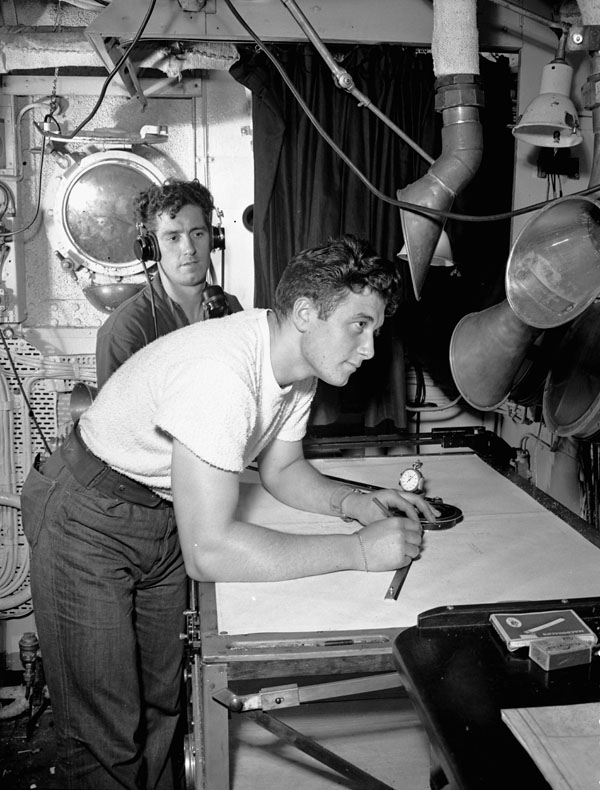
Due operatori dei sistemi radar dello Iroquois in azione nel 1944

Il 13 gennaio 1944 lo Iroquois raggiunse Plymouth da Scapa Flow per partecipare alla campagna di incursioni contro i convogli navali tedeschi in navigazione nel canale della Manica (operazione Tunnel), ma dopo alcune infruttuosi pattugliamenti rientrò a Scapa Flow il 5 febbraio; tra il 10 e il 12 febbraio lo Iroquois partecipò a un'incursione della Home Fleet contro le postazioni tedesche nella zona della Penisola di Stad in Norvegia, conclusasi però con solo qualche attacco a obiettivi secondari. Il 13 febbraio la nave fu nuovamente rimandata a Plymouth per riprendere le operazioni contro i convogli tedeschi nella Manica, ma nuovamente senza far registrare contatti con il nemico; il 26 febbraio il cacciatorpediniere raggiunse il Canada da Plymouth, venendo messo in cantiere ad Halifax per un turno di grandi lavori proseguiti fino all'inizio di giugno. L'8 giugno la nave diresse su Liverpool per ulteriori lavori di messa a punto dei suoi impianti radar, per poi raggiungere Scapa Flow il 30 giugno per riprendere le operazioni con la Home Fleet. Il 30 luglio lo Iroquois fu nuovamente distaccato a Plymouth per pattugliare le coste della Francia lungo il golfo di Biscaglia, facendo registrare i suoi primi successi: il 6 agosto, come parte di una formazione comprendente il gemello HMCS Haida e tre cacciatorpediniere britannici, lo Iroquois intercettò un convoglio tedesco al largo de L'Île-d'Yeu, contribuendo all'affondamento di due dragamine e due unità leggere nemiche; il 15 agosto, in squadra con l'incrociatore HMS Mauritius e il cacciatorpediniere HMS Ursa, attaccò un convoglio al largo di Les Sables-d'Olonne, azione nel corso della quale i tedeschi persero un dragamine e riportarono danni ad altre quattro navi; il 23 agosto, sempre in squadra con il Mautitius e l'Ursa, attaccò un terzo convoglio tedesco davanti Audierne contribuendo all'affondamento di cinque pattugliatori nemici.
Il 26 agosto, mentre pattugliava le acque davanti L'Île-d'Yeu, lo Iroquois venen avvicinato da una piccola imbarcazione locale, i cui occupanti informarono i canadesi che la guarnigione tedesca si era ritirata dall'isola dopo aver fatto saltare il faro e le installazioni radar; il cacciatorpediniere mandò quindi a terra una forza da sbarco con cibo e rifornimenti per la popolazione locale: i canadesi vennero accolti festosamente dai civili francesi ora liberi, e rientrarono a bordo il giorno successivo dopo una ricognizione delle difese e dei campi di mine navali lasciati indietro dai tedeschi. Il 31 agosto il cacciatorpediniere si aggregò alla scorta dell'incrociatore francese Jeanne d'Arc, in arrivo da Algeri con a bordo vari membri dell'appena designato Governo provvisorio della Repubblica francese e arrivato infine a Cherbourg il 5 settembre; l'8 settembre invece lo Iroquois fu aggregato alla scorta del transatlantico britannico RMS Queen Mary, salpato con a bordo il primo ministro Winston Churchill diretto a una conferenza a Québec con il presidente statunitense Franklin Delano Roosevelt.
Dopo un periodo a Scapa Flow con la Home Fleet in ottobre, tra il novembre 1944 e il febbraio 1945 lo Iroquois continuò a operare da Plymouth nelle acque della Manica e degli approcci occidentali al Regno Unito, ma senza far registrare scontri con il nemico. Alla metà di marzo il cacciatorpediniere fu riassegnato alla Home Fleet, partecipando a tre incursioni lungo le coste della Norvegia ma senza successi per l'unità. Il 15 aprile la nave fu nuovamente riassegnata alla scorta dei convogli artici, proteggendo il convoglio JW66 diretto in Unione Sovietica e quindi il convoglio RA66 in rientro nel Regno Unito; l'8 maggio, appena rientrato a Scapa Flow dopo la fine della scorta al RA66, il cacciatorpediniere fu raggiunto dalla notizia della fine della seconda guerra mondiale in Europa. Il 12 maggio lo Iroquois salpò come parte della scorta dell'incrociatore HMS Apollo, recante a bordo il principe ereditario di Norvegia Olav diretto in patria: la formazione arrivò a Oslo il 13 maggio, accettando la resa della guarnigione tedesca e incontrando l'accoglienza festosa dei norvegesi liberi. Il 14 maggio il cacciatorpediniere si spostò a Copenaghen e quindi a Wilhelmshaven, dove con altre unità scortò gli incrociatori tedeschi Prinz Eugen e Nürnberg appena consegnati come preda bellica alla Royal Navy; la nave rientrò quindi a Greenock il 30 maggio, per poi dirigere su Halifax dove arrivò il successivo 10 giugno. Il cacciatorpediniere fu messo ai lavori per attrezzarlo alle operazioni nei climi caldi in vista di un suo impiego contro l'Impero giapponese nel teatro bellico del Pacifico, ma la resa del Giappone il 15 agosto 1945 lo colse ancora fermo in cantiere.

### Il dopoguerra

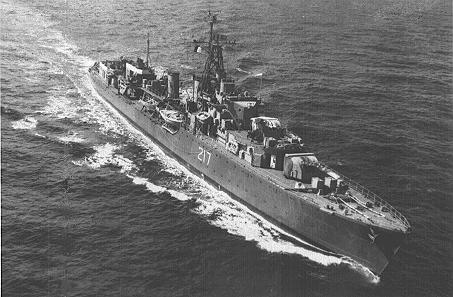
L'unità in navigazione nel 1953

La conclusione delle ostilità portò a un blocco dei lavori sullo Iroquois, e il cacciatorpediniere fu ritirato dal servizio e posto in riserva il 22 febbraio 1946, venendo impiegato come nave caserma ad Halifax. I lavori ripresero l'anno successivo, ma non furono completati che nel giugno 1949, quando la nave tornò in servizio come unità per l'addestramento degli allievi ufficiali; messa nuovamente in riserva nel settembre 1949, la nave fu quindi sottoposta a lavori di modifica per la conversione in cacciatorpediniere di scorta, tornando in servizio nell'ottobre 1951.
Dopo lo scoppio della guerra di Corea, il 21 aprile 1952 lo Iroquois salpò da Halifax per dirigere, via canale di Panama, alla volta delle acque della penisola coreana per prendere parte alle operazioni delle Nazioni Unite contro la Corea del Nord; arrivato in zona di operazioni il 12 giugno, il cacciatorpediniere fu impegnato in varie missioni di scorta ai gruppi navali alleati e di bombardamento delle postazioni costiere nemiche. Il 2 ottobre, mentre partecipava al bombardamento di una linea ferroviaria, lo Iroquois fu colpito da un proiettile sparato da una batteria di artiglieria costiera nordcoreana: tre membri dell'equipaggio rimasero uccisi e altri dieci feriti. la nave lasciò la zona di operazioni il 26 novembre, rientrando quindi ad Halifax via oceano Pacifico l'8 gennaio 1953. Lo Iroquois salpò nuovamente da Halifax per la Corea il 29 aprile 1953, rimanendo in zona di operazioni fino al 18 giugno seguente e rientrando ad Halifax il 10 febbraio 1954 dopo aver completato la circumnavigazione del globo passando per oceano Indiano, canale di Suez, mar Mediterraneo e Atlantico; un terzo turno di servizio nelle acque coreane, a ostilità ormai concluse, fu poi portato a termine tra il 1º luglio 1954 e il 19 marzo 1955, con rientro secondo la stessa rotta del secondo turno.
Negli anni del dopoguerra lo Iroquois operò come unità d'addestramento a partire dalla base di Halifax, svolgendo varie manovre con le marine della NATO nelle acque dell'Atlantico e visite nei porti nella regione del Mar dei Caraibi. Ormai obsoleto e affetto da svariati problemi, il cacciatorpediniere fu radiato dal servizio attivo il 24 ottobre 1962 e posto in riserva a Cape Breton; lo scafo fu infine venduto per la demolizione e smantellato a Bilbao nel 1966.